# Pico La Concha
El Pico la Concha o Pico La Garza (8°33′31″N 70°1′29″O / 8.55861, -70.02472) es un accidente geográfico ubicado en los Andes Venezolanos, específicamente en el Estado Mérida. Con una altura máxima de 4922 m s. n. m., forma parte del parque nacional Sierra Nevada de Mérida. La Concha es el tercer pico más alto de Venezuela, con unos 4.922 metros sobre el nivel del mar. Anteriormente llamado Pico La Garza en virtud del ya desaparecido glaciar tropical «glaciar La Garza» en la cima de la montaña, desaparecido por los efectos del cambio climático antropogénico, y que se le registró por última vez en 1972.